# Самоходнные артиллерийские установки
1. перенаправление Самоходная артиллерийская установка